# ぼくらはみんな、恋をする
『ぼくらはみんな、恋をする』は、アダルトゲーム会社ビジュアルアーツのブランド・pekoeが2006年5月26日に発売した18禁ボーイズラブゲーム。シナリオは陣内。キャラクターデザイン・原画は樋上いたる。
薄いモザイクはかかっているものの、性器や精液などの過激な描写も多い。オリジナルのボーイズラブゲームとしては珍しく、主人公を含めて登場人物のカップリングは、バッドエンドを除いて全て作中で固定されている。ゲーム自体は2008年11月にロットアップ。pekoeの作品サイトには本作の後日談に当たる小説が掲載されており、そちらは作中に登場したカップル全てが成立済みの設定になっている。

## ストーリー
主人公山吹琴耶（やまぶきことや）は、難関・私立鳳稜学院の1年生。父の仕事の都合で引越しの多い山吹家は、はじめ「わざわざ難関校に行ってもすぐに転校では無意味」と考え県立高校への進学を決めていたが、進路決定寸前に琴耶が急に志望校変更を言い出し、猛勉強の末双子の弟・琴成（ことなり）と共に鳳稜学院への入学を果たした。
実は琴耶の急な志望校変更には家族にも話していない特別な理由があった。昔、幼稚園に手をつなぎながら送り迎えをしてもらった何歳か年長の「おにいちゃん」。もう名前も忘れてしまっていた「おにいちゃん」をなんと最終進路決定の直前に偶然訪れた街で目撃したのである。そのとき「おにいちゃん」が着ていた服が私立鳳稜学院の制服だったのだ。しかし無事入学を果たした琴耶は父親から「2週間後の引越し」を告げられ、せめてもと琴耶のことを完全に忘れてしまっている「おにいちゃん」こと鷲尾寛志（わしおひろし）先輩に自分のことを思い出してもらうために奔走するが独占欲の異常に強い弟の放つ刺客の妨害工作に阻まれた。

## 登場キャラクター
山吹琴耶（やまぶき　ことや）
身長:159cm/血液型:O型/誕生日:7月7日・かに座
主人公。双子の兄。母親譲りの温厚で優しい性格。気の強い弟のお守りをしていたからか、へこたれても前向きに考え直す。少しだけ人見知りをする。それでも自分の恋路を盲進する様は意外と熱い。寛志のアルバイト先を見つけ、客として通うことが最近の日課。弟の行動や様子のおかしいことを気にしつつもその本意には気付かないなど、鈍いところがある。
山吹琴成（やまぶき　ことなり）
身長:158cm/血液型:O型/誕生日:7月7日・かに座
琴耶の双子の弟。父親譲りの強引かつきつい性格。家族（特に琴耶）には隠しているが極度の独占欲の持ち主。世界は自分と兄中心で回っていると思っていて、兄のためなら全てを投げ打つ究極のブラコン。学園入学から様子が変わった兄にショックを受け、先輩や同級生を懐柔・脅迫し様々な妨害を仕掛けるが、次第に…。
鷲尾寛志（わしお　ひろし）
身長:186cm/血液型:A型/誕生日:5月13日・おうし座
3年生。琴耶の想い人で小さい頃は「おにいちゃん」と呼ばれていた。大らかで懐の広い、寛容さが滲み出ている天然系だが、驚くほどお金に煩く、記憶力が（バイト関連を除いて）皆無。過去のトラウマから「ゲンナマでの豪遊する」という夢に向かって日々お金を貯めている。街の色々な場所でバイトをしており、バイト先のお得意様である琴耶には親切。
石狩基臣（いしかり　もとおみ）
身長:188cm/血液型:B型/誕生日:11月4日・さそり座
2年生。自己中心的なタイプでサディスティック。色目流し目大好き。気に入ったら、なりふり構わず即、手を出そうとする。言動がかなりキザったらしい。琴成からの報酬目当てで琴耶にちょっかいを掛けるが、本人曰く「反抗的なほうが好み」らしく、琴成の方に興味を抱くようになる。
柳はじめ（やなぎ　-）
身長:155cm/血液型:O型/誕生日:10月22日・てんびん座
1年生で琴成のクラスメイト。自分に全く自信がなく、いつもオドオドしている。その気の弱さを琴成に付け込まれた。
伊崎久貴（いざき　ひさたか）
身長:179cm/血液型:A型/誕生日:2月3日・みずがめ座
3年生。筋の通らないことを嫌うが、石狩や柳と同様に琴成の刺客。放送部の部長で、琴耶を精神的に追い込む恥かしい誤情報を流す。自分の行為に常に責任を持ち、相手にもそれを強制しようとする。
仙道勲夫（せんどう　いさお）
身長:167cm/血液型:O型/誕生日:3月15日・うお座
1年生。新聞部の新入部員。少々口が悪いが人懐っこい。琴耶の知りたい人物の情報を教える。
笹目雅之（ささめ　まさゆき）
琴耶のクラスの担任で、担当科目は史学。温和な性格をしている。
鳳凰稜都（ほうおうりょう　みやこ）
神出鬼没で中性的な風貌の美形。目的の人物しか視界に入らず、人の話を全く聞かない。

## その他
BGMの全てがクラシック音楽（例：ラデツキー行進曲、威風堂々）を編曲したもので、原曲の約半数がavex-CLASSICSの100曲クラシックに収録されている。